# 가모와케이카즈치 신사

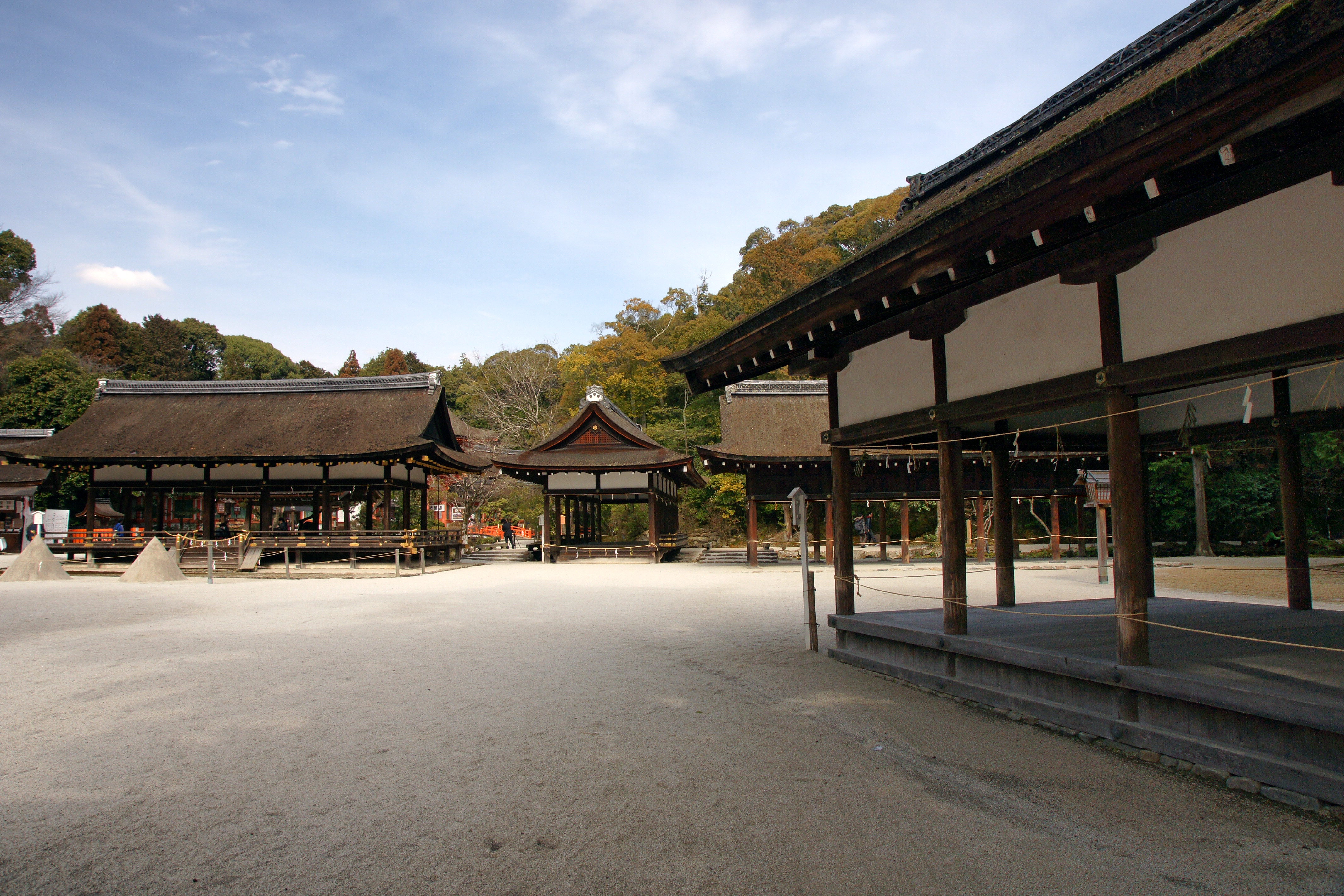
가모와케이카즈치 신사

가모와케이카즈치 신사(賀茂別雷神社)는 교토시 기타구에 있는 신사이다. 통칭 가미가모 신사(上賀茂神社)로 불리는 일이 많다. 연희식(延喜式)에 기록되어 있는 절의 하나이자, 야마시로국의 이치노미야(一宮), 22사의 하나이며 옛 사격은 관폐대사(官幣大社)이다.
가모미오야 신사(시모가모 신사)와 함께 고대의 가모 씨의 씨족신을 모시는 신사이며, 총칭해 가모 신사로 불린다. 가모 신사의 양 신사의 제사인 아오이제로 유명하다.
가모 씨의 조상신인 가모와케이카즈치노미코토(賀茂別雷命)를 모신다. 와케이카즈치(別雷)는 "젊은 번개"의 의미로, 젊음의 힘으로 가득 찬 번개의 신이라는 의미이다.

## 역사
창건에 대해서는 여러 가지 설이 있다. 진무 천황의 대에 가모 산 기슭에서 가모와케이카즈치노미코토가 강림했다고 전한다. 덴무 천황 대인 677년에 건립되었다.
794년의 헤이안쿄 천도 후에 왕성 진호의 신사로서 더욱 숭배되어 807년에는 최고위인 정일위의 신계를 받아 가모제는 칙제(勅祭)로 여겨졌다. 810년 이후 약 400년에 걸쳐서, 이세 신궁의 사이쿠를 모방한 사이인이 놓여져 황녀가 사이오로서 봉사했다.
메이지 시대의 근대 사격 제도에서도 관폐대사의 필두로 여겨졌고 1883년에는 칙제사(勅祭社)로 정해졌다.

## 사진

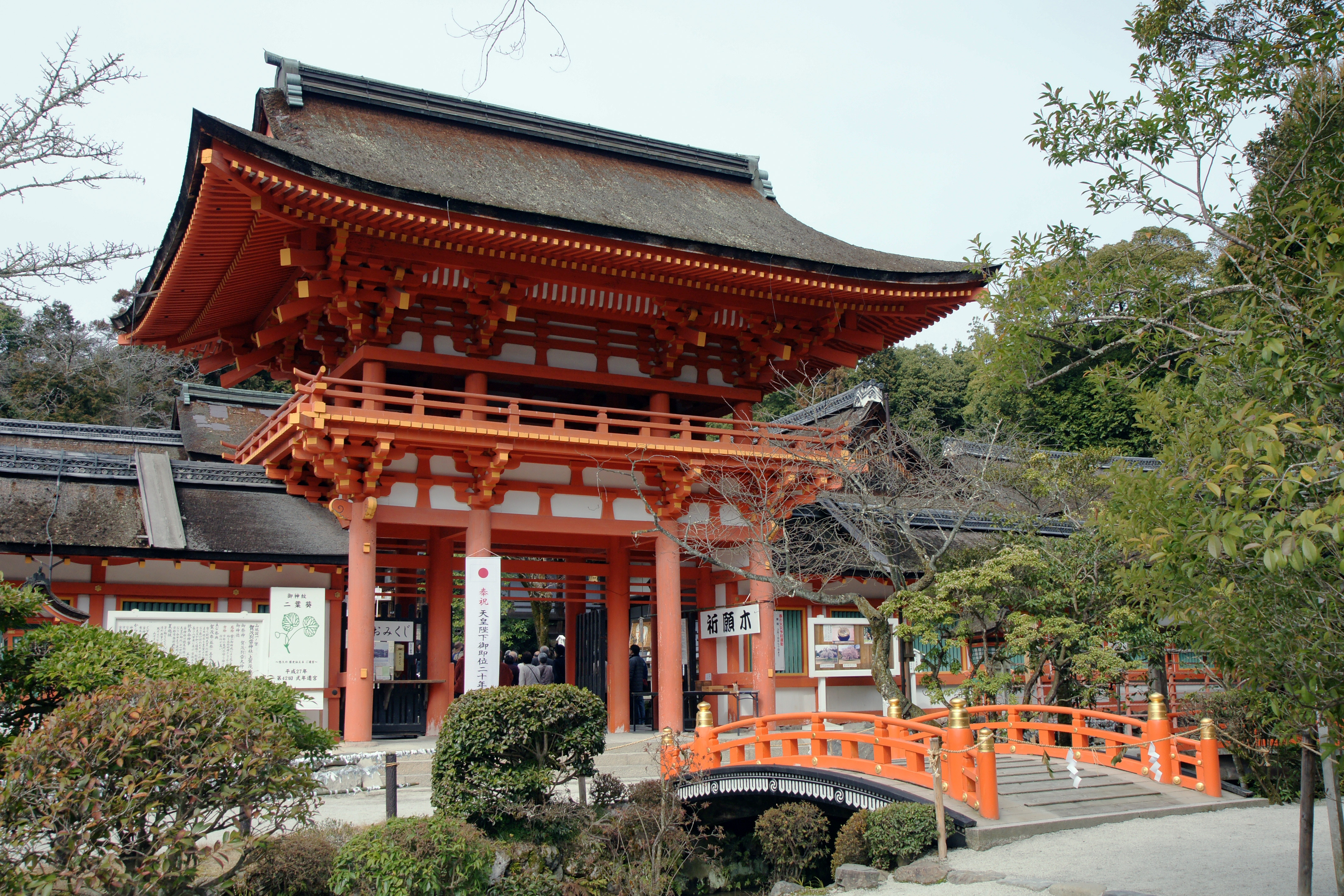
누문 (楼門)
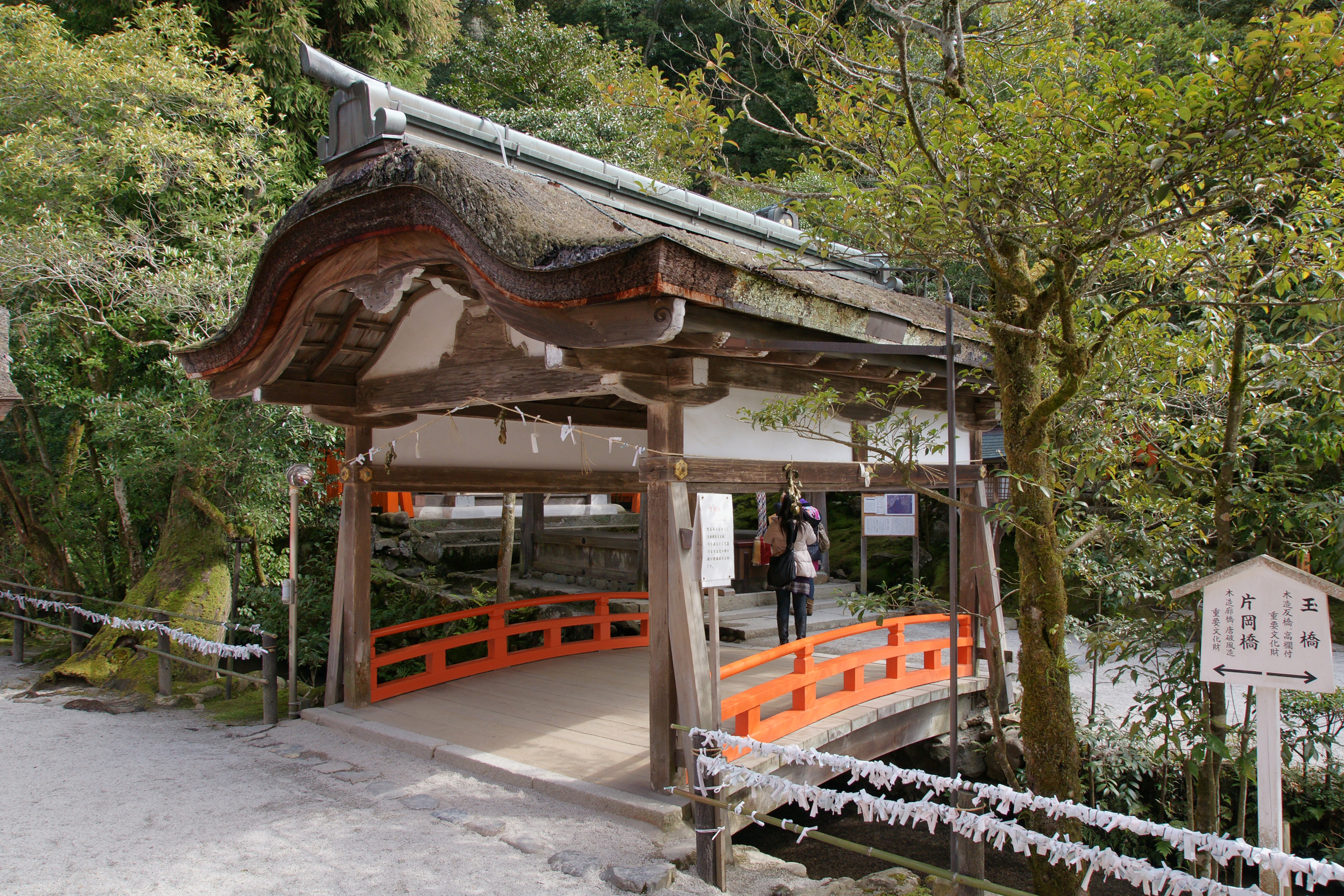
편강교 (片岡橋)
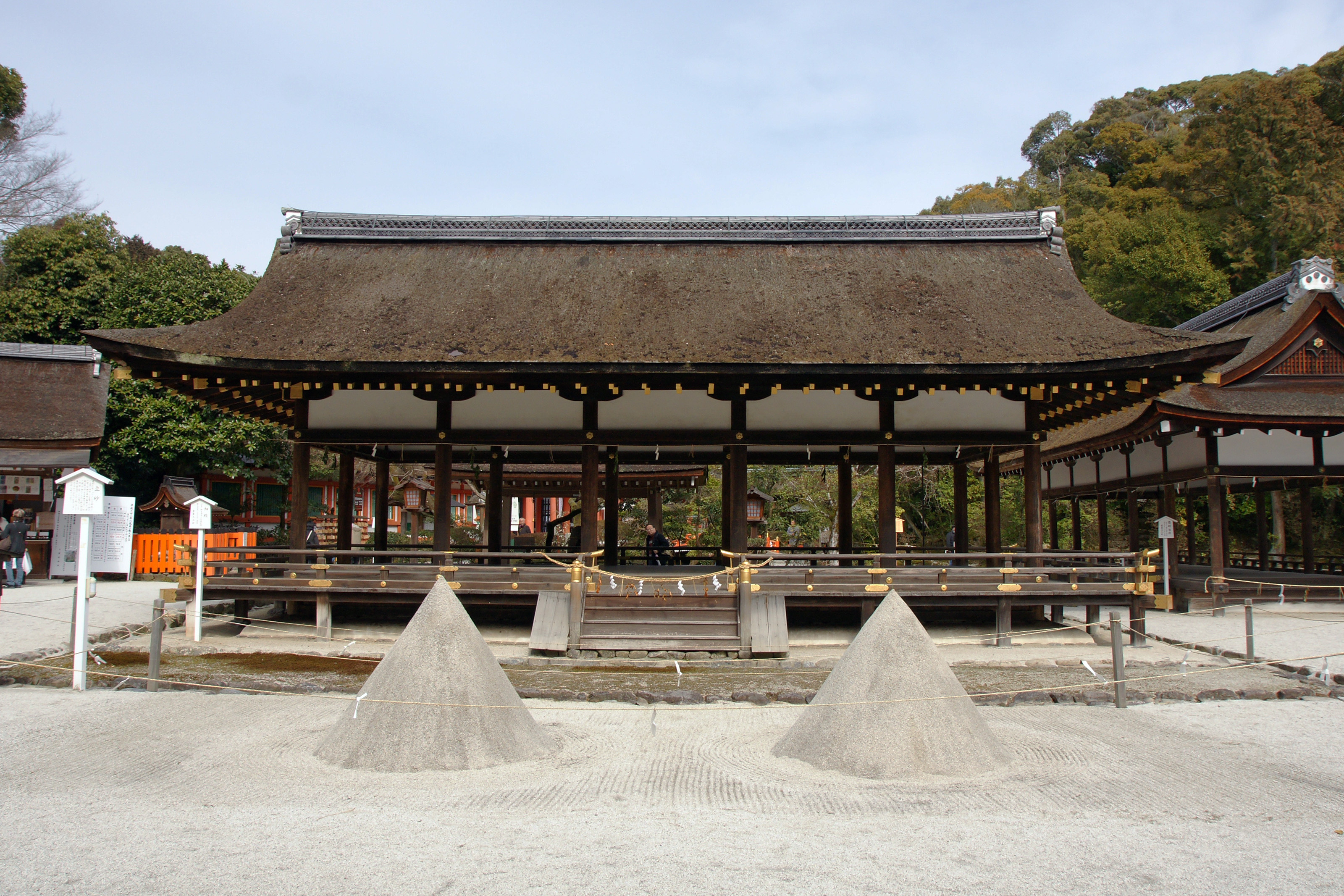
세전 (細殿)
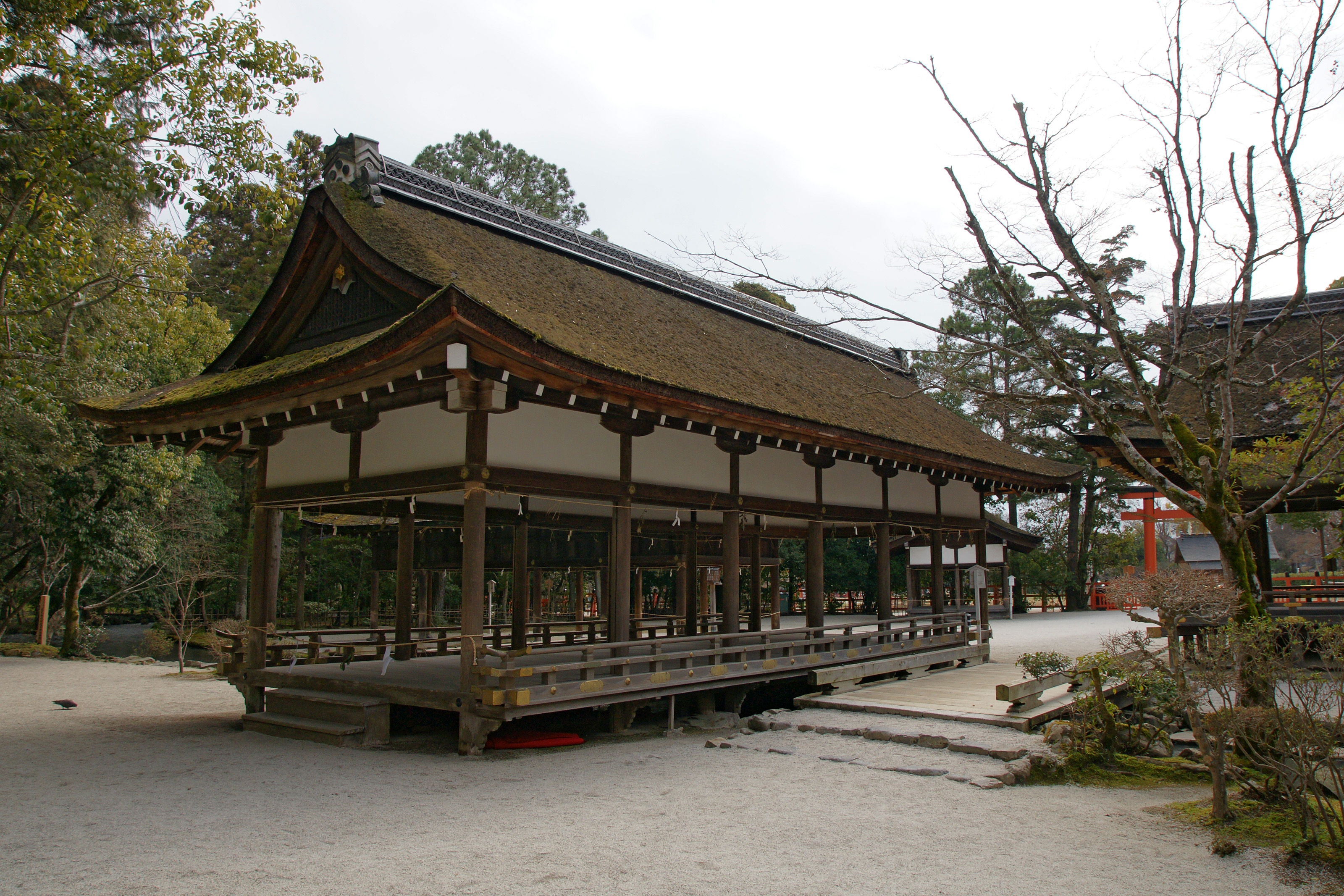
교전 (橋殿)
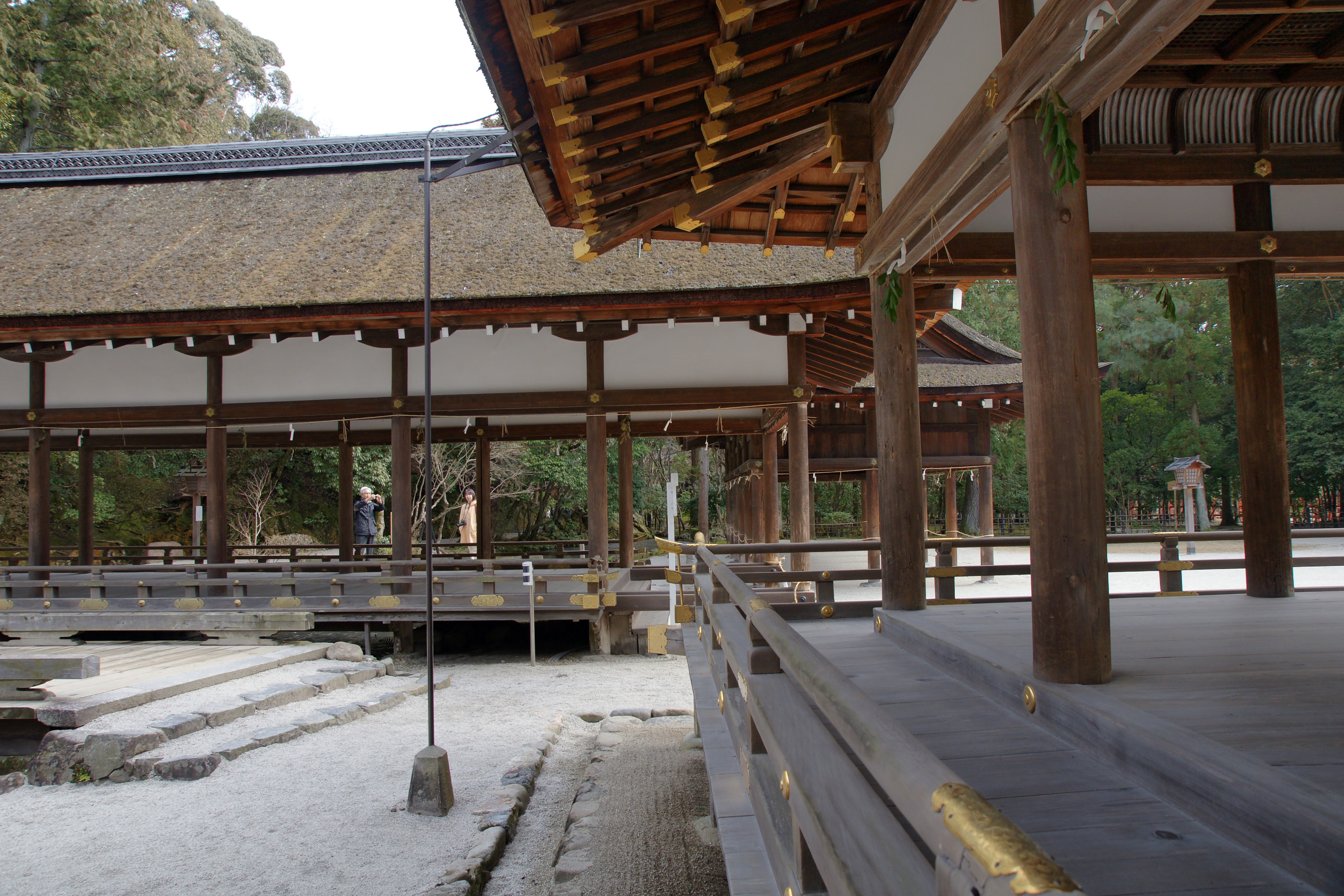
세전 (앞쪽), 교전(왼쪽), 토사(뒤쪽）
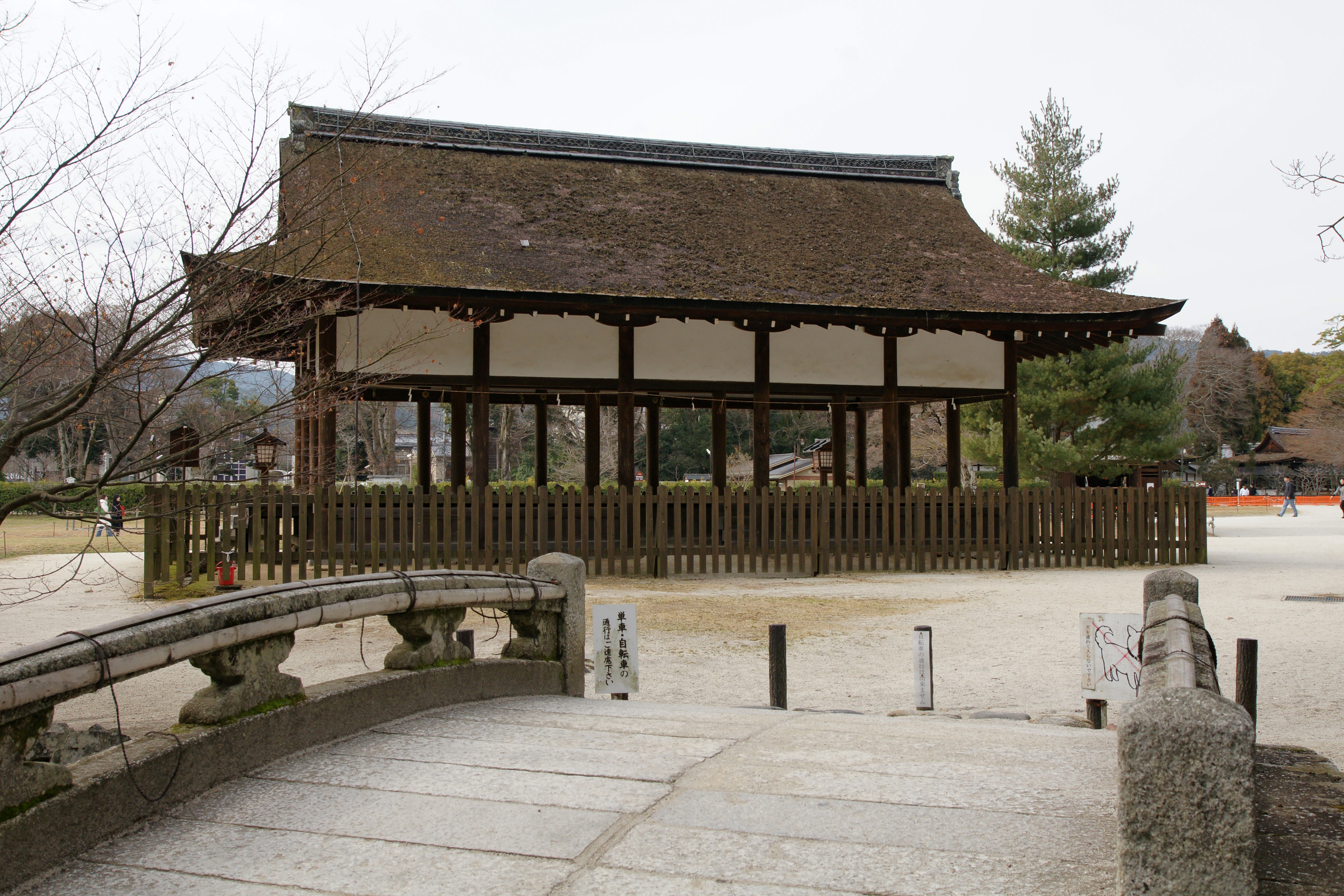
외폐전 (外弊殿)
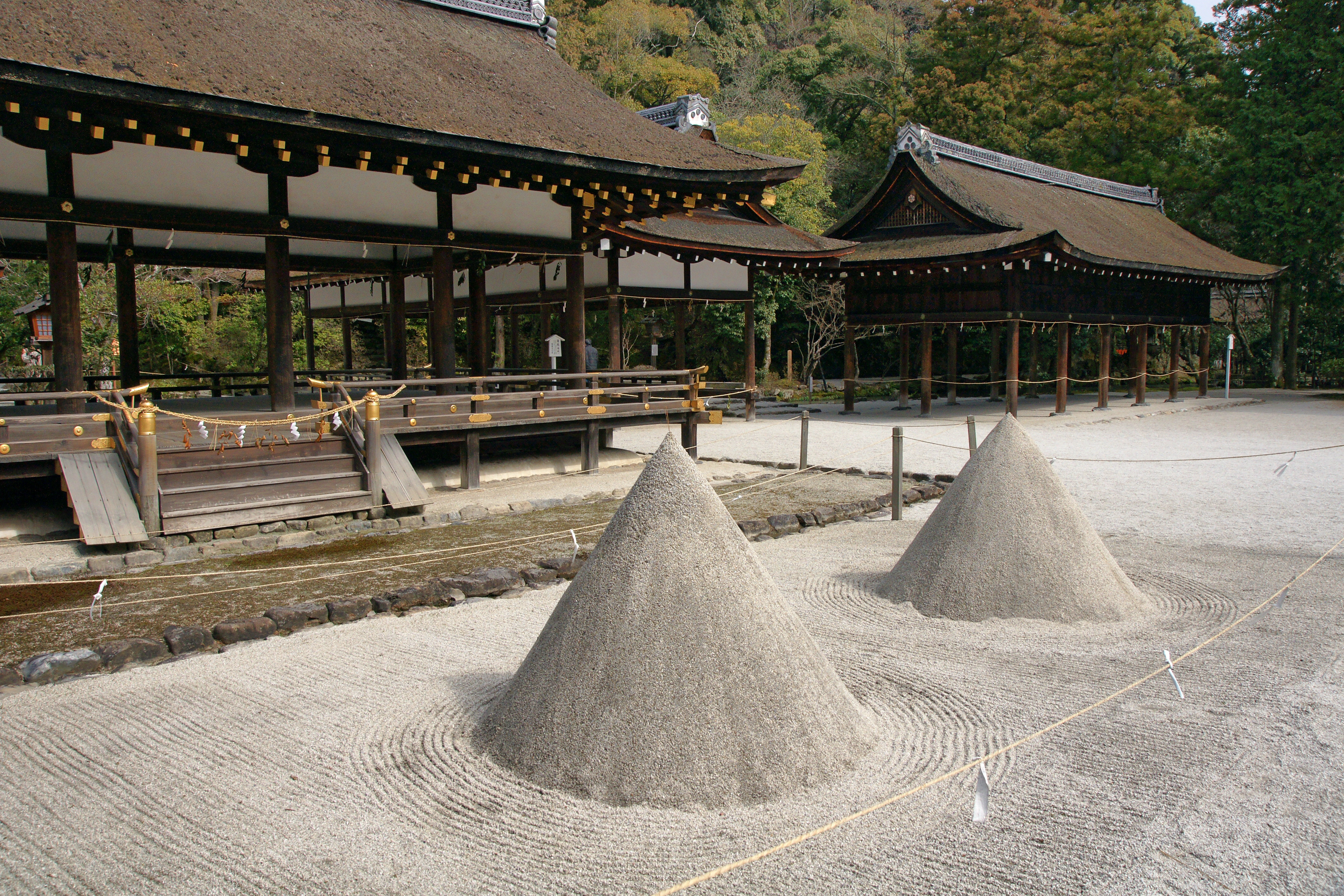
다테스나 (立砂)